# Кратність запасів
Кра́тність запа́сів (рос. кратность запасов; англ. ratio of reserves; нім. Vorratsverhältnis n, Vorratemultiplikation f) — у нафто- і газовидобуванні — відношення поточних запасів нафти (газу) категорій А+В+С за станом на початок року до видобутку нафти (газу) за цей же рік.